# Ligier JS11
Ligier JS11 je Ligierov dirkalnik Formule 1, ki je bil v uporabi v sezonah 1979 in 1979, ko so z njim dirkali Patrick Depailler, Jacques Laffite, Jacky Ickx in Didier Pironi. Zasnoval ga je Gérard Ducarouge, poganjal motor Ford Cosworth DFV, menjalnik pa je bil Ligierov. Skupno je dirkalnik dosegel pet zmag in 127 točk.
Laffite je zmagal na prvih dveh dirkah v sezoni 1979 in je bil za začetku sezone najresnejši konkurent za naslov prvaka, toda le dokler Ferrari ni predstavil svojega novega dirkalnika Ferrari 312T4. Kljub temu pa sta Ligiera ostala konkurenčna in Depailler je zmagal na dirki za Veliko nagrado Španije, toda sredi sezone se je poškodoval, zato ga je do konca sezone nadomestil Jacky Ickx, ki pa je na osmih dirkah dosegel le po eno peto in šesto mesto. Moštvo je predvsem zaradi preštevilnih odstopov zasedlo le tretje mesto v konstruktorskem prvenstvu z 61-imi točkami.

## JS11/15
Za sezono 1980 je moštvo nadgradilo dirkalnik v JS11/15, ki je predvsem bolje izkoriščal podtlak. Dirkalnik je bil ponovno konkurenčen, toda zaradi slabše zanesljivosti sta bila boljša dirkalnika Brabham BT49 in Williams FW07, s katerim je Alan Jones osvojil svoj edini naslov prvaka. Nov dirkač v moštvu Pironi in Laffite sta dosegla vsak po eno zmago, skupno pa še sedem uvrstitev na stopničke. Rezultati bi bili še boljši, toda zaradi tako velikega podtlaka, so se kar vrstile okvare vzmetenja, vpetja in pnevmatik. Moštvo je osvojilo drugo mesto v konstruktorskem prvenstvu z 66-imi točkami, za naslednjo sezono 1981 pa je bil dirkalnik nadomeščen novim Ligierom JS17.

## Popolni rezultati Formule 1
(legenda)
| Leto | Moštvo | Motor   | Gume | Dirkači           | 1   | 2   | 3   | 4    | 5   | 6   | 7   | 8   | 9   | 10  | 11  | 12  | 13  | 14  | 15  | Toč | Prv |
| ---- | ------ | ------- | ---- | ----------------- | --- | --- | --- | ---- | --- | --- | --- | --- | --- | --- | --- | --- | --- | --- | --- | --- | --- |
| 1979 | Ligier | Ford V8 | G    |                   | ARG | BRA | JAR | ZZDA | ŠPA | BEL | MON | FRA | VB  | NEM | AVT | NIZ | ITA | KAN | ZDA | 61  | 3.  |
| 1979 | Ligier | Ford V8 | G    | Patrick Depailler | 4   | 2   | Ret | 5    | 1   | Ret | 5   | Inj | Inj | Inj | Inj | Inj | Inj | Inj | Inj | 61  | 3.  |
| 1979 | Ligier | Ford V8 | G    | Jacky Ickx        |     |     |     |      |     |     |     | Ret | 6   | Ret | Ret | 5   | Ret | Ret | Ret | 61  | 3.  |
| 1979 | Ligier | Ford V8 | G    | Jacques Laffite   | 1   | 1   | Ret | Ret  | Ret | 2   | Ret | 8   | Ret | 3   | 3   | 3   | Ret | Ret | Ret | 61  | 3.  |
| 1980 | Ligier | Ford V8 | G    |                   | ARG | BRA | JAR | ZZDA | BEL | MON | FRA | VB  | NEM | AVT | NIZ | ITA | KAN | ZDA |     | 66  | 2.  |
| 1980 | Ligier | Ford V8 | G    | Didier Pironi     | Ret | 4   | 3   | 6    | 1   | Ret | 2   | Ret | Ret | Ret | Ret | 6   | 3   | 3   |     | 66  | 2.  |
| 1980 | Ligier | Ford V8 | G    | Jacques Laffite   | Ret | Ret | 2   | Ret  | 11  | 2   | 3   | Ret | 1   | 4   | 3   | 9   | 8   | 5   |     | 66  | 2.  |